# Sowjetische Männer-Handballnationalmannschaft
Die sowjetische Männer-Handballnationalmannschaft (russisch Мужская сборная СССР по гандболу) vertrat die Sowjetunion bei Länderspielen und internationalen Turnieren. Zu den Erfolgen der Mannschaft zählen ein Weltmeistertitel (1982) und zwei Olympiasiege (1976 und 1988).
Nach dem Zerfall der Sowjetunion bestritt die Mannschaft ihr letztes Länderspiel am 21. Dezember 1991 bei einer 19:21 (7:13)-Niederlage in Flensburg gegen Deutschland. Direkter Nachfolger der Mannschaft wurde die Nationalmannschaft der Gemeinschaft Unabhängiger Staaten (GUS), die bereits am Tag danach in Wismar erneut gegen Deutschland erstmals auftrat. Während der Olympischen Spiele 1992 trat man als Vereintes Team an. Danach übernahm die russische Nationalmannschaft als offizieller Rechtsnachfolger die Tradition der UdSSR.

## Weltmeisterschaften
Die Mannschaft nahm an den folgenden Weltmeisterschaften teil:
- Handball-Weltmeisterschaft der Männer 1964 in der ČSSR: 5. Platz

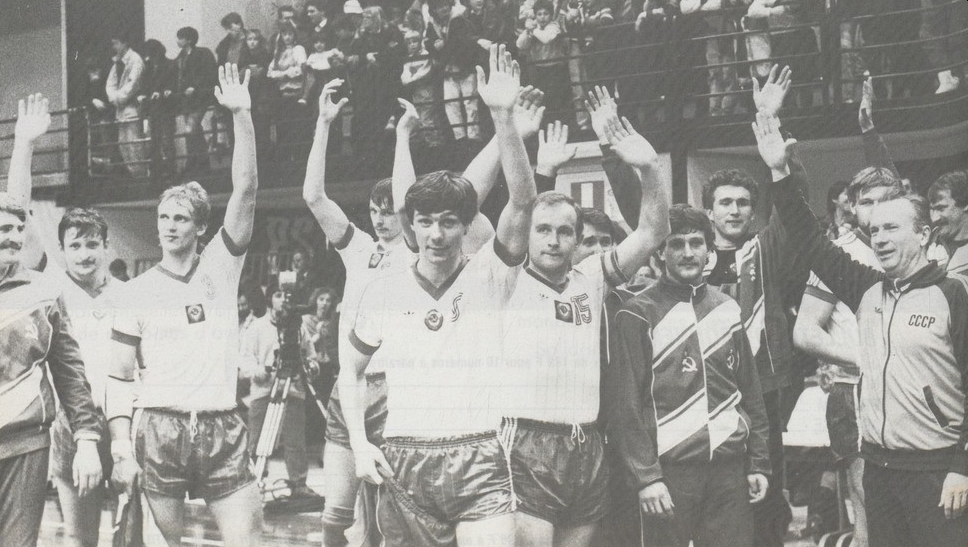
Die Auswahl während der B-Weltmeisterschaft 1987.

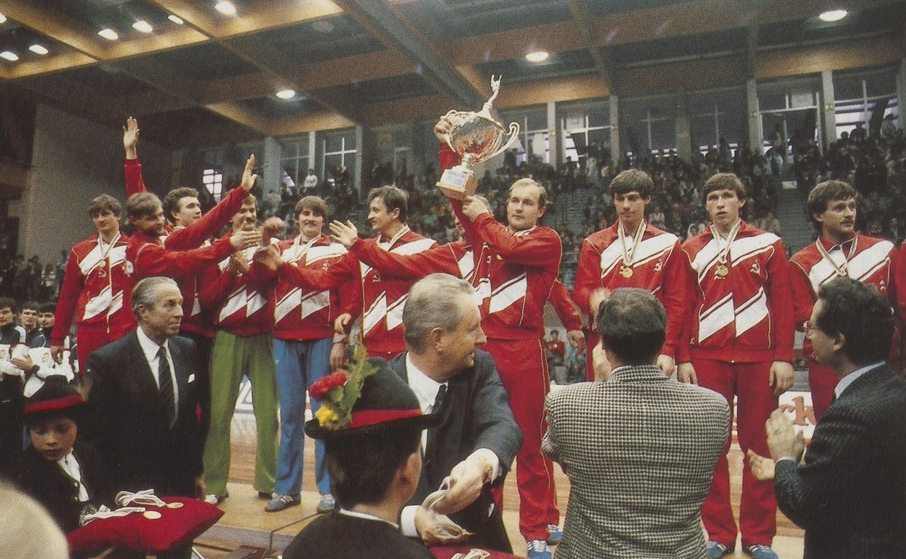
Die Auswahl gewann die B-Weltmeisterschaft 1987.

- Handball-Weltmeisterschaft der Männer 1967 in Schweden: 4. Platz
- Handball-Weltmeisterschaft der Männer 1970 in Frankreich: 9. Platz
- Handball-Weltmeisterschaft der Männer 1974 in der DDR: 5. Platz
- Handball-Weltmeisterschaft der Männer 1978 in Dänemark: 2. Platz
- Handball-Weltmeisterschaft der Männer 1982 in der BRD: 1. Platz (Weltmeister)
- Handball-Weltmeisterschaft der Männer 1986 in der Schweiz: 10. Platz
- Handball-Weltmeisterschaft der Männer 1990 in der Tschechoslowakei: 2. Platz

## Olympische Sommerspiele
Die Mannschaft nahm an den folgenden Turnieren der Olympischen Sommerspiele teil:
- Olympische Sommerspiele 1972 in München: 5. Platz
- Olympische Sommerspiele 1976 in Montreal: 1. Platz (Olympiasieger)
- Olympische Sommerspiele 1980 in Moskau: 2. Platz
- Olympische Sommerspiele 1988 in Seoul: 1. Platz (Olympiasieger)

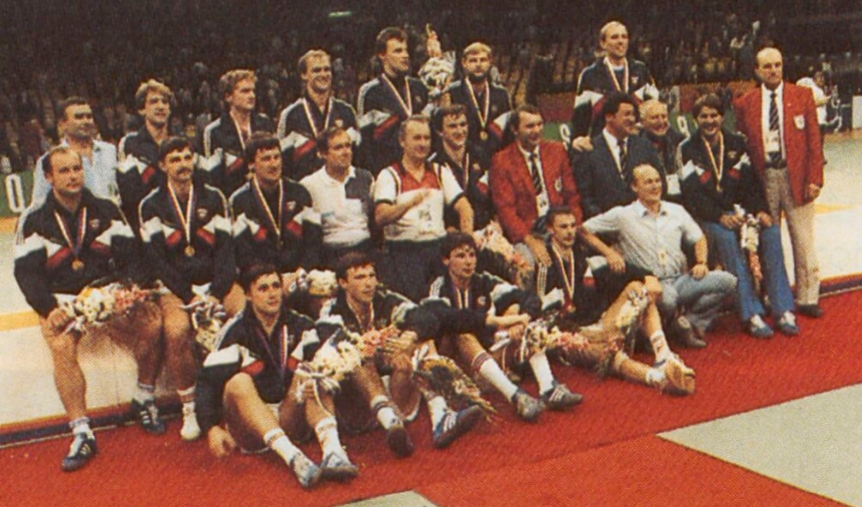
Die Mannschaft feiert den Gewinn der Goldmedaille bei den Olympischen Spielen 1988.

An den Olympischen Sommerspielen 1984 in Los Angeles nahm die Mannschaft aufgrund eines Boykotts nicht teil.

## Ostseepokal
Die Mannschaft nahm an den folgenden Turnieren des Ostseepokals, des (inoffiziellen) Vorläufers der Europameisterschaften, teil:
- 1969 in Schweden: 3. Platz
- 1971 in Dänemark: 2. Platz
- 1972 in der Sowjetunion: 1. Platz
- 1973 in der BRD: 1. Platz
- 1974 in Polen: 2. Platz
- 1976 in Schweden: 1. Platz
- 1977 in der DDR: 2. Platz
- 1979 in Dänemark: 3. Platz
- 1980 in der BRD: 1. Platz
- 1981 in der Sowjetunion: 2. Platz
- 1985 in Polen: 1. Platz
- 1986 in Dänemark: 2. Platz
- 1987 in der DDR: 1. Platz
- 1989 in der BRD: 1. Platz

## World Cup
Die Mannschaft nahm an den folgenden Turnieren des seit 1971 in Schweden ausgetragenen World Cups teil:
- 1971: 3. Platz
- 1979: 1. Platz
- 1984: 1. Platz

## Supercup
Die Mannschaft nahm an den folgenden Turnieren des seit 1979 alle zwei Jahre in der Bundesrepublik Deutschland ausgetragenen Supercups teil:
- 1979: 3. Platz
- 1981: 1. Platz
- 1983: 2. Platz
- 1985: 1. Platz
- 1987: 2. Platz
- 1989: 1. Platz
- 1991: 2. Platz

## Trainer
- Janis Grinbergas (1963–1965)
- Georgi Scharaschidse (1965–1968)
- Janis Grinbergas (1968–1970)
- Anatolyj Ewtuschenko (1969–1990)
- Spartak Mironowitsch (1990–1991)

## Folgemannschaften
| Land     | Nationalmannschaft                      | Konföderation |
| -------- | --------------------------------------- | ------------- |
| Estland  | Estland                                 | EHF           |
| GUS      | Gemeinschaft Unabhängiger Staaten (GUS) | Keine         |
| Georgien | Georgien                                | EHF           |
| Lettland | Lettland                                | EHF           |
| Litauen  | Litauen                                 | EHF           |